# Ножовники
Ножовники — деревня в Брейтовском районе Ярославской области. Входит в состав Брейтовского сельского поселения.

## География
Находится в северо-западной части Ярославской области на расстоянии приблизительно 2 км на северо-запад по прямой от административного центра района села Брейтово.

## История
В 1859 году здесь (деревня Мологского уезда Ярославской губернии) был учтен 21 двор, в 1898 — 33, в 1941 — 59.

## Население
Численность населения: 160 человек (1859 год), 38 (русские 100 %) в 2002 году, 20 в 2010.